# Victor Joseph Eduard Leurs
Victor Joseph Eduard Leurs (Sint-Oedenrode, 2 juli 1899) was van 1947 tot 1957 een Nederlands burgemeester.
Hij werd geboren als zoon van Eduard Johannes Paul Leurs (1872-1957, tabaksfabrikant) en Maria Josephina Gesina Wijnen (1874-1939). Hij was planter en is als administrateur van een cultuurmaatschappij in Nederlands-Indië  werkzaam geweest. Midden 1947 volgde zijn benoeming tot burgemeester van Sint-Oedenrode. Na een conflict met de wethouders en gemeenteraadsleden aldaar ging hij begin 1956 met ziekteverlof. Daarop werd M.A.M. van Helvoort, burgemeester van Boxtel, tevens de waarnemend burgemeester van Sint-Oedenrode. Aan Leurs werd in mei 1957 op eigen verzoek ontslag verleend. Hij woonde later in Eindhoven.
Zijn zwager Hein Scholtens was eveneens burgemeester.